# Cútar
Cútar és un municipi d'Andalusia, a la província de Màlaga, situat a l'interior de la comarca de La Axarquía. El 2020 tenia 616 habitants.